# Экслер, Алексей Борисович
Алексе́й Бори́сович Э́кслер (род. 28 января 1966, Москва) — российский писатель, блогер, кинокритик, более известный как А́лекс Э́кслер.
Экслер получил известность в конце 1990-х — начале 2000-х годов как писатель учебников по компьютерной грамотности и автор беллетристики, а также как автор собственного сайта «Экслер.ру», на котором публикует собственный блог, кинорецензии и обзоры техники. По собственному заявлению, по состоянию на 2011 год было продано 50 тысяч экземпляров его книг.

## Биография
Мать — директор музыкальной школы, отец — главный инженер проектов по кабельному телевидению. В 1983 году поступил в Московский авиационный институт, в 1990 году окончил его. 
В студенческие годы перепробовал ряд профессий — преподавателя игры на гитаре, токаря, астролога, фотокорреспондента. После окончания института заинтересовался программированием, самостоятельно изучив его. За несколько лет прошел путь до руководителя крупных проектов. 
До 1998 года вёл деятельность в фидонете. В 1999 году открыл авторский сайт «Экслер.ру», где публикует блог, кинорецензии, рассказы, обзоры и другой текстовый контент. По собственном заявлению, проводит в интернете по 18 часов день.
Изначально Экслер размещал свои книги бесплатно на собственном сайте, но позже подписал контракт с издательством АСТ. По словам самого Эклера, его книги — не литература, а «энтертейнмент». В 2006 году выпустил книгу кинорецензий. Стиль рецензий Экслера вызвал[кто?] критику:
...книга примечательна не только тем, что в ней собраны отзывы на пятьдесят популярных американских кинолент, но и тем, что включённые в неё тексты обладают определёнными чертами, характерными для интернет-рецензий разного интеллектуального уровня. В первую очередь, это обострённый авторский эгоцентризм, игры с языком и чудовищные, ничем не оправданные длинноты. Если Экслер берётся цитировать песню «Степь да степь кругом», цитата продлится ровно до того места, к которому автору будет удобно прилепить собственную думку, и случиться это может отнюдь не на первом куплете.
В 2011 году Экслер называл себя аполитичным человеком. 
С 2013 года проживает в городе Калелья, Испания.
24 мая 2022 года Роскомнадзор заблокировал доступ к сайту Алекса Экслера в России по обвинению в распространении недостоверной информации о вторжении России на Украину.
30 мая 2025 года был включён Министерством юстиции РФ в реестр «иноагентов».

### Личная жизнь
Женат вторым браком. Есть ребёнок.

## Книги

### Беллетристика
- «Ария князя Игоря, или Наши в Турции» : [роман] / Алекс Экслер. — М.: АСТ, 2008. — 572, [2] с. — (Алекс Экслер). ISBN 978-5-17-034280-8
- «Американская ария князя Игоря, или История одного реального путешествия» : [роман] / Алекс Экслер. — М.: АСТ, 2011. — 576, [2] с. — (Все, что я знаю о). ISBN 978-5-271-37768-6
- «Галопом по европам» : [сборник] / Алекс Экслер. — М.: АСТ : Транзиткнига, 2006 (ГП Владимир. книж. тип.). — 315, [2] с. — (Алекс Экслер). ISBN 5-17-026550-6 (ООО «Изд-во АСТ»)
- «Две маленькие повести о Лёлике» : [сборник] / Алекс Экслер. — М.: Изд-во АСТ : Люкс, 2005. — 316, [2] с. — (Алекс Экслер). ISBN 5-17-026549-2
- «Дневник Васи Пупкина» / Алекс Экслер. — М.: АСТ : Хранитель, 2006. — 314, [2] с. ISBN 5-17-026554-9
- «Записки кота Шашлыка и другие забавные дневники» / Алекс Экслер. — М.: ЭКСпромт; [СПб.] : Геликон плюс, 2003. — 480 с. — (Серия «Рассказы и повести Алекса Экслера»). ISBN 5-93682-119-6
- «Записки невесты программиста» : [роман] / Алекс Экслер. — М.: АСТ : Хранитель, 2007 (Чехов (Моск. обл.): Чеховский полиграфкомбинат). — 347, [2] с. ISBN 5-17-033843-0 (ООО «Изд-во АСТ»)
- «Рассказы сторожа музея и другие истории» / Алекс Экслер. — М.: ЭКСпромт : Геликон плюс, 2003. — 444 с. — (Рассказы и повести Алекса Экслера). ISBN 5-93682-139-0
- «Свадебное путешествие Лёлика» : [роман] / Алекс Экслер. — М.: АСТ, 2005. — 512, [2] с. — (Алекс Экслер). ISBN 5-17-036404-0
- «Ужин в черкесском ауле и другие рассказы» / Алекс Экслер. — М.: ЭКСпромт, 2003 (ГУП ИПК Ульян. Дом печати). — 444 с. — (Серия «Рассказы и повести Алекса Экслера»). ISBN 5-93682-129-3

### Кинорецензии
- «50 культовых фильмов, которые вы должны увидеть» / Алекс Экслер. — М.: АСТ : Хранитель, 2006. — 286, [1] с. ISBN 5-17-037249-3
- «Менеджер Мафии. Путеводитель по гангстерским фильмам I-2004» / Алекс Экслер. — М.: Эт Сетера Паблишинг, 2004. — 272 с. ISBN 5-94983-024-5
- «Голливуд под прицелом Алекса Экслера и кота Бублика» : [сб. кинорецензий] / Алекс Экслер. — М.: АСТ : Транзиткнига, 2006 (М. : 1-я Образцовая. типография). — 349, [1] с. — (Алекс Экслер). ISBN 5-17-036955-7

### Учебники
- «Архиваторы. Программы для хранения и обработки информации в сжатом виде»./Экслер А. Б. (М.: Малое предприятие «Алекс», 1992. — Серия «Пользователям компьютеров IBM»)
- «Microsoft Office 2003 : Word, Excel, Outlook» / Алекс Экслер. — М.: NT Press, 2005 (Тип. изд-ва Самар. Дом печати). — 165 с. — (Самоучители от Алекса Экслера) (Русский компьютерный проект). ISBN 5-477-00040-6
- «The Bat! 2.0 : энциклопедия» / Алекс Экслер, Михаил Шахов. — СПб. [и др.] : Питер, 2005 (СПб.: ГП Техн. кн.). — 331 с. ISBN 5-469-00435-X
- «WebMoney: Рук. по платежам в Интернете» / Алекс Экслер. — М.: ЭКСпромт; СПб. : Геликон Плюс, 2003 (ГУП ИПК Ульян. Дом печати). — 307 с. ISBN 5-93682-131-5
- «Windows XP: установка, настройка, программы» / Алекс Экслер. — М. : NT Press, 2005 (Тип. изд-ва Самар. Дом печати). — 234 с. — (Самоучители от Алекса Экслера) (Русский компьютерный проект). ISBN 5-477-00034-1
- «Всё об электронной почте»
- «Из чего состоит компьютер : [внутрен. содержимое компьютера: материн. плата, процессор, память, жест. диск, видеокарта, звуковая карта, приводы компакт-дисков : все, что подключается к компьютеру: монитор, принтер, сканер, модем, колонки, накопители]» / Алекс Экслер. — М.: NT Prees, 2005 (Самара : Самарский Дом печати). — 183 с. — (Самоучители от Алекса Экслера) (Русский компьютерный проект). ISBN 5-477-00005-8
- «Интернет: как быстро подключиться и пользоваться : 4 самые необходимые кн., чтобы освоить Интернет» / Алекс Экслер. — М.: NT Press, 2005. — 174 с. — (Тип. изд-ва Самар. Дом печати). — (Самоучители от Алекса Экслера) (Русский компьютерный проект). ISBN 5-477-00192-5
- «Компьютер — это просто»
- «Общение в Интернете : [мессенджеры (интернет-пейджеры): ICQ, MSN, QIP, Miranda, Trillian, голосовое общение через Интернет, блоги: LiveJournal, LiveInternet и др., форумы и чаты]» / Алекс Экслер. — М.: NT Prees, 2006. — 370 с. — (Самоучители от Алекса Экслера) (Русский компьютерный проект). ISBN 5-477-00281-6
- «Полезные программы для Windows XP»
- «Современная библия пользователя персонального компьютера 2006»
- «Укрощение компьютера, или Самый полный и понятный самоучитель ПК» / Алекс Экслер. — М.: NT Press, 2006. — 703, [1] с. ISBN 5-477-00277-8
- «Самый полный и понятный самоучитель работы в Сети, или Укрощение Интернета» / Алекс Экслер. — Изд. 2-е, перераб. и доп. — М.: Экспромт : АСТ Москва, 2009. — 827 с. ISBN 978-5-98504-006-7
- «Современная библия пользователя персонального компьютера» / Алекс Экслер. — [3-е изд., перераб. и доп.]. — М.: ЭКСпромт : АСТ Москва, 2008. — 767 с. ISBN 978-5-9713-8154-9